# SN 2010cn
SN 2010cn – supernowa typu Ib odkryta 4 maja 2010 roku w galaktyce A110406+0449. W momencie odkrycia miała maksymalną jasność 17,60m.